# Eupoa nezha
Eupoa nezha är en spindelart som beskrevs av Maddison, Zhang J., Bodner 2007. Eupoa nezha ingår i släktet Eupoa och familjen hoppspindlar. Inga underarter finns listade i Catalogue of Life.